# Шроль Платон Лаврентійович
Платон Лаврентійович Шроль (1927–2019) — радянський передовик промислового виробництва, формувальник ленінградського заводу «Знамя труда».
Герой Соціалістичної Праці. Заслужений працівник нафтової і газової промисловості Російської Федерації.

## Біографія
Народився на Житомирщині в родині селянина. У 17 років пішов на фронт. Там отримав поранення.
У 1951 році влаштувався формувальником на арматурний завод м. Ленінград, пропрацювавши там 20 років на одному місці. Запровадив новий метод обробки піддонів, втричі збільшивши продуктивність праці і заощадивши тим самим великої кількості сировини. Завод виконав восьму п'ятирічку за 4 роки, а десяту — за три.
У 1971 році за видатні виробничі досягнення у виконанні завдань п'ятирічного плану йому було присвоєно звання Героя Соціалістичної Праці.

## Сім'я
Вдівець. Мав двох дочок (одна з них померла). Проживав в Червоногвардійському районі Санкт-Петербурга.[джерело?]

## Нагороди
- Золота медаль «Медаль» Серп і Молот" (20.04.1971)
- Орден Леніна (20.04.1971)
- Орден «Знак Пошани» (25.06.1966)
- Радянські державні і ювілейні медалі
- Почесний знак Союзу радянських товариств дружби і культурного зв'язку з зарубіжними країнами «За внесок в справу дружби»